# Colegio Nacional de Buenos Aires
El Colegio Nacional de Buenos Aires (CNBA) es un colegio preuniversitario público argentino de la ciudad de Buenos Aires, dependiente de la Universidad de Buenos Aires (UBA). Otorga el título secundario de bachiller, y para quienes cursen un 6.º año, cuenta con equivalencias con el Ciclo Básico Común de la UBA.
Posee un curso de ingreso que tiene un año de duración, luego del cual ingresan alrededor de 500 alumnos divididos en tres turnos: mañana, tarde y vespertino, siendo la deserción de un 25 % a lo largo de los cinco años de cursada. Posee, por ejemplo, observatorio, microcine y pileta de natación, enormes laboratorios dentro del edificio, un campo de deportes en Puerto Madero en el que se realiza una amplia variedad de deportes, y actividades extracurriculares como navegación a vela. Sus egresados se destacan en las estadísticas de carreras universitarias y olimpíadas, y hay una larga lista de exalumnos de renombre. La lista de egresados está disponible en una web mantenida por la institución.
Es el establecimiento educativo secundario más antiguo de la ciudad de Buenos Aires, fundado por los primeros jesuitas de las colonias, en acuerdo con la administración española como Colegio de San Ignacio, luego de que estos fueran expulsados fue conociendo, en consonancia con los sucesivos regímenes políticos, muchos cambios de orientación ideológica, clausuras, refundaciones y cambios de denominación; y algunos avatares arquitectónicos entre los que se encuentra la demolición del edificio colonial y la construcción del edificio actual, lo que no ha desencauzado, a los ojos de los argentinos, la permanencia de esta institución que funciona en su búsqueda de la excelencia como semillero de personalidades ilustres, y que fue en parte responsable de que a la manzana donde está emplazado se la denominara en 1821 «La Manzana de las Luces». En 2013 festejó su 150 aniversario con el nombre actual.
Desde 1943 el solar del Colegio es monumento histórico.[cita requerida]

## Ubicación
Tiene su sede en la calle Bolívar 263, de la Ciudad Autónoma de Buenos Aires. Es uno de los edificios de la tradicional Manzana de las Luces, a solo 50 metros de la Plaza de Mayo, en el barrio porteño de Monserrat, está ubicado en el microcentro de la ciudad, formando parte del casco militar urbano.

## Actualidad
Una de las características distintivas del Colegio es su curso de ingreso, el cual eleva muchas voces en conflicto: en el período en que no hubo ingreso, el 40 % abandonaba a mitad de primer año. «La modalidad del ingreso ha ido cambiando», contaba el exrector Horacio Sanguinetti, «durante el gobierno de Perón, en lugar de rendir examen había que presentar un aval de la CGT, y en tiempos del Proceso había que cumplir un perfil de familia: venían los padres e hijos de la mano, prolijitos, y se les preguntaba a los chicos quién era su mejor amigo —que debía ser el papá— y cosas por el estilo. También hubo momentos de mucho acomodo. Por eso, los papás ahora firman un papel, que dice que si intentan pedir algo usando influencias la solicitud será publicada. ¡Y lo hago!» -recordaba el rector. El curso de ingreso de ocho meses de duración se cursa en paralelo a séptimo grado de la primaria, durante los sábados, y a lo largo del año se toman los exámenes de Matemática, Castellano, Historia y Geografía. «Todo es anónimo y nos manejamos con códigos y sobres cerrados. Los exámenes se imprimen acá y a los chicos no les toma su profesor. Ni siquiera los evalúa dos veces el mismo docente» aseguraba Gustavo Zorzoli, quien en el momento de la entrevista fuera coordinador del ingreso para el Buenos Aires y el Pellegrini. El 60 % de los ingresantes busca clases de apoyo en academias, el 20 % abandona antes de terminar el curso de ingreso. Entran un poco más de 400 alumnos, sorteados en 3 turnos (mañana, tarde y noche). A pesar de lo estricto del curso de ingreso, a lo largo de los 5 años de cursada se registra una deserción a otros colegios menos exigentes de alrededor del 50 %.
El Colegio cuenta con su propio campo de deportes en Puerto Madero y una pileta de natación dentro de la sede, además de un observatorio astronómico, un microcine, un último piso acondicionado como salón de usos múltiples, y muchas aulas y gabinetes diseñados para ser especializados en su materia, como Biología, Química, Física, Plástica, Música y hasta Cerámica. Son reconocidas sus numerosas y variadas actividades extracurriculares, entre las cuales se hallan clases de tango, coro, ensambles, cerámica, astronomía, navegación a vela, etc. La reconocida biblioteca es la cuarta en tamaño de la ciudad de Buenos Aires.
El título al finalizar quinto año es de bachiller, su plan de estudios matiza Humanidades y Ciencias, intentando ser una síntesis de tradición -para muchos representada por Latín- y modernidad. Sexto año es optativo y otorga un título de bachiller con orientación, 4 de sus materias son equivalentes con las del Ciclo Básico Común de la UBA, una quinta materia es obligatoria para obtener el título y no es equivalente a ninguna materia del CBC, y 2 más (Sociedad y Estado y Pensamiento Científico) no son requeridas para el título sino para completar el CBC y pueden cursarse indistintamente en el establecimiento o en otra sede del CBC. El CBC es el primer año para entrar en una carrera de la Universidad de Buenos Aires, sexto año no tiene equivalencias con el primer año de otras universidades argentinas.
Su éxito como secundario se acredita no solo en los logros académicos y estadísticas del paso de sus egresados por las universidades, sino también porque cada generación ofrece una larga lista de personas de interés público en prácticamente todas las áreas ocupacionales, especialmente la política.

## Funcionamiento del curso de ingreso
El colegio imparte clases los sábados paralelo a séptimo grado, donde se enseña matemática, castellano, historia (primer cuatrimestre) y geografía (en la segunda parte del año).
Durante el año se llevan a cabo seis exámenes, dos de matemática y castellano, y uno de historia y geografía. Los primeros tres exámenes son de 0 a 150 puntos y los segundos de matemática y castellano de 0 a 200.
Respecto a las clases, cada una dura una hora y veinte minutos, con recreos en medio de las lecciones. A su vez, se dan clases de apoyo impartidas por los propios estudiantes del Colegio, todos de manera voluntaria.

## Tradiciones extracurriculares y comunidad
Además de las actividades extracurriculares que se ofrecen bajo un modelo de talleres a contraturno (tango, ensambles, navegación a vela, cerámica, etc.), su rica vida social incluye los torneos de fútbol de alumnos y exalumnos que se juegan los fines de semana en el Campo de Deportes en Puerto Madero y diferentes concursos literarios, de ensayos y de obras plásticas, como los concursos de cuentos "Gloria Kehoe Wilson" 1993, "Franca Jarach" 2013, "Marco Denevi" 2014 y 2015, y el concurso de artes plásticas que se realiza todos los años.
Algunos de sus alumnos reciben preparación a contraturno para concursar en olimpíadas mundiales de matemática, física, química, entre otras materias; y es característico que vuelvan de ellas con medallas anualmente (como de la última Olimpíada Internacional de Química en Bakú 2015).

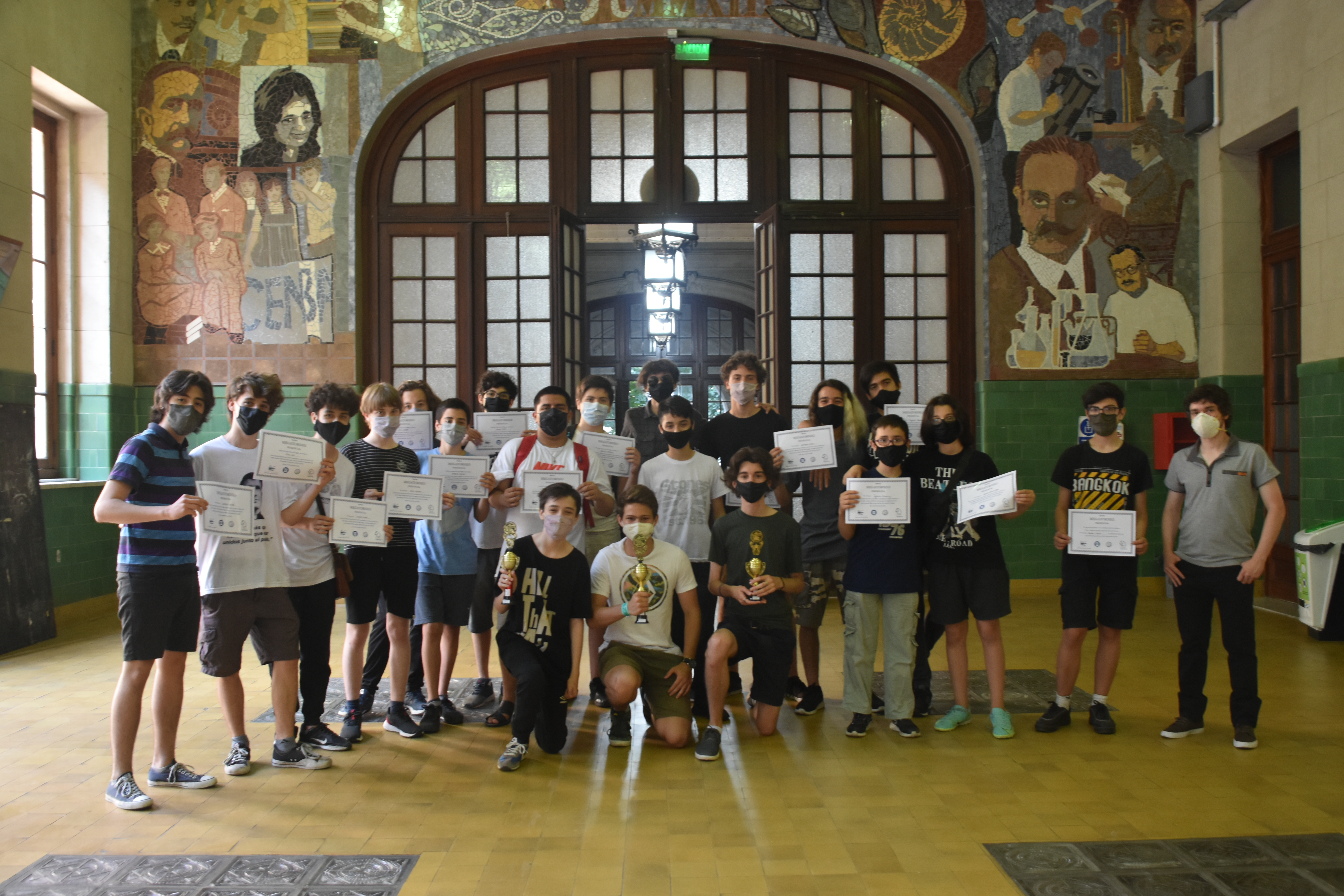
Megatorneo presencial organizado por la Comisión de Ajedrez en 2021.

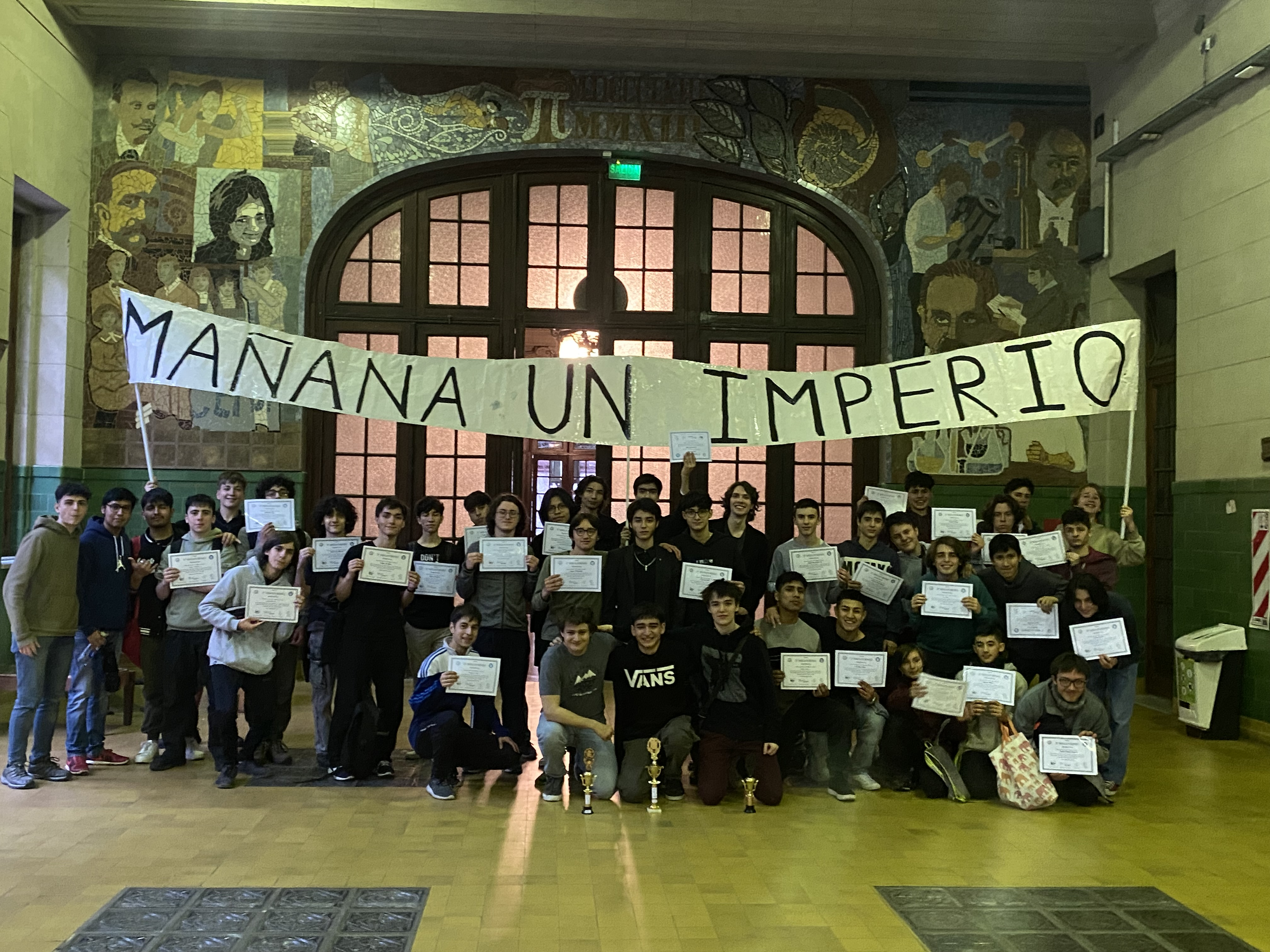
3° Megatorneo presencial organizado por la Comisión de Ajedrez en 2024.

De las tradiciones ideadas por los propios estudiantes, se pueden mencionar revistas, proyectos audiovisuales, fiestas, festivales de cultura organizados por la Comisión de Cultura del centro de estudiantes, bandas musicales y el CenbaRock (el festival musical), y el tradicional festejo de fin de año conocido como "Pintada", sucesora de la infame "Vuelta Olímpica",en la cual hacia fin de año en un día acordado previamente con las autoridades del Colegio los alumnos a punto de egresar realizan en los exteriores una "guerra de pintura" mientras recorren pacíficamente, como todos los años, la manzana del Colegio. 
El Colegio es desde 2014 una de las entidades participantes de la Noche de los Museos.

### Percibido como icono cultural y pedagógico
Brandariz (2013) describe así al rol que tiene el Nacional Buenos Aires en la sociedad porteña: «El Colegio Nacional de Buenos Aires es una institución grande, potente, muy independiente, frecuentemente rebelde, indomable y creadora». Su propuesta pedagógica se empeña en fomentar la capacidad del alumno de relacionar diferentes materias y su percepción como protagonista activo de su propio aprendizaje. Decía Amadeo Jacques, principal responsable de la estructura pedagógica actual: «Abrir al espíritu todas las perspectivas y descubrirle todos los horizontes, ejercitar a la observación y fomentar la sagacidad en la experiencia, así como habituar al cálculo y dar el secreto de su alcance; acostumbrar a la inteligencia a remontarse a los principios primeros de las cosas, a bajar a las últimas consecuencias de los principios; mezclar a la teoría, la práctica que fecundiza a ésta; e ilustrar la práctica por la teoría, sin la cual, la práctica es una rutina bruta y ciega.»

## El edificio actual

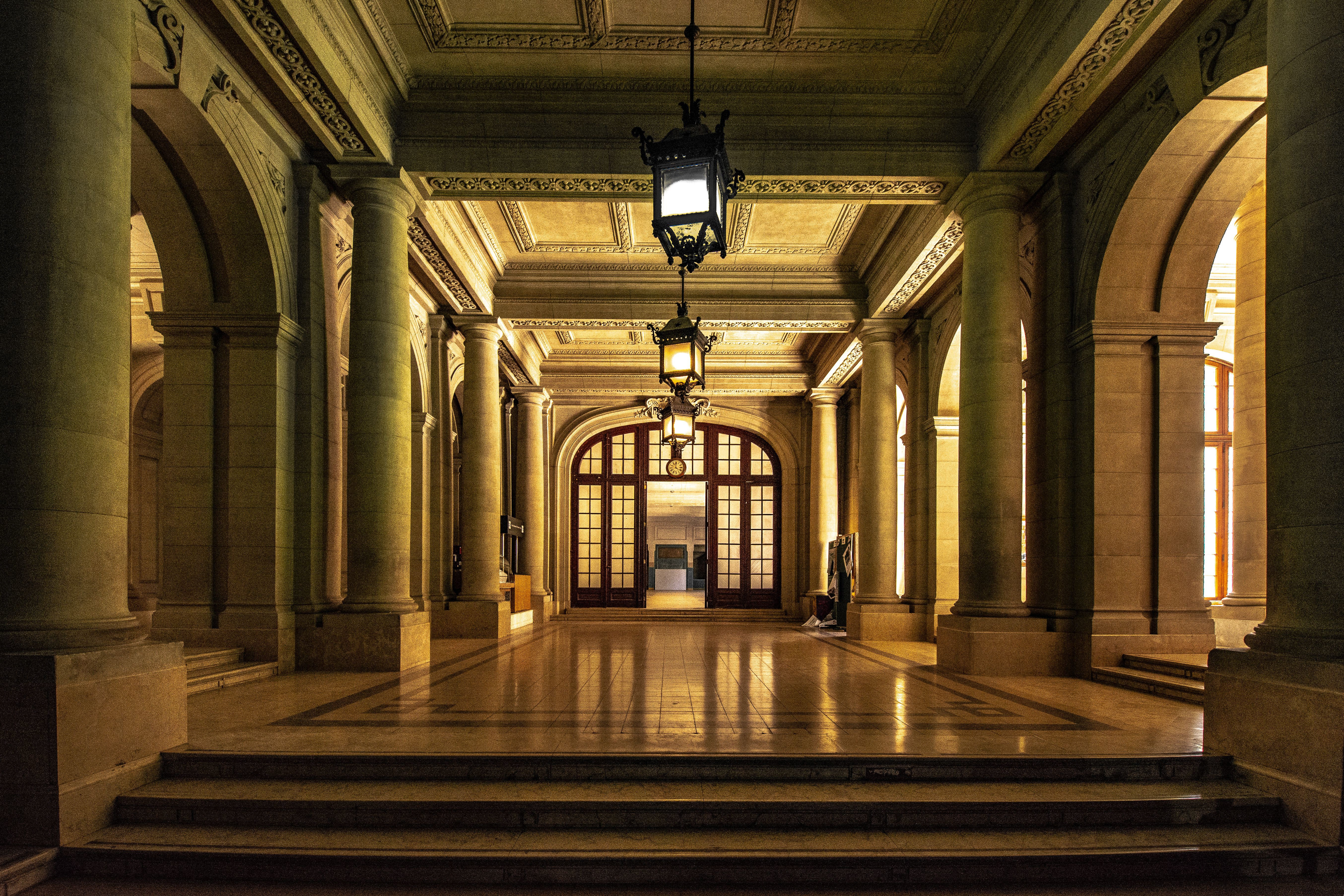
Claustro central

El estilo predominante del nuevo edificio construido en 1910-1938 es el academicismo francés de la École des Beaux-Arts parisina en una versión monumentalista dada por la escala de las columnas y los arcos de entrada en el frente principal, destacándose el techo a la mansarda, las imponentes fachadas y galería revestidas en símil piedra París y escalinata de mármol rodeada de bustos de antiguos rectores, y los amplios claustros de techos altos en el interior. La planta es completamente simétrica, a pesar de tratarse de un terreno con dos medianeras y solo dos frentes directos a la calle, lo cual obligó al arquitecto Maillart a crear patios internos de aire y luz adonde ventilasen los claustros de los lados norte y oeste.

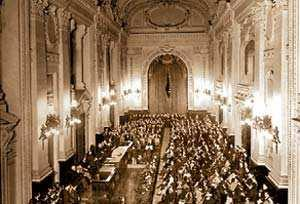
Aula Magna durante una conferencia de Albert Einstein en 1925.

El establecimiento cuenta con tres pisos más un subsuelo semienterrado (y la mansarda sobre la calle Bolívar, que funciona como depósito). Desde la entrada principal por la calle Bolívar se ingresa a un amplio vestíbulo de gran altura, con una bella escalinata que desemboca en el primer "claustro" (un amplio pasillo) perpendicular a la calle Bolívar, conectado directamente con el claustro central, con la sala de profesores del lado sur (un hermoso salón amplió con boiseries, columnas, piso de parqué, cuadros y dos amplias mesas) y los sectores administrativos del lado Norte, en el centro se ingresa al Claustro Central, el más amplio y luminoso, desde este se puede acceder a la vicerrectoría (característica por su "bow window", la boiserie y los empapelados de las paredes) y a los patios Moreno (característico por su fuente y reloj solar) y Rivadavia (característico por su estanque y por el observatorio. Volviendo al primer claustro en planta baja, paralelo a la calle Bolívar hay otro claustro, característico por sus columnas, este conduce a derecha e izquierda a dos escaleras de honor de mármol blanco con alfombras rojas, simétricas, que suben al primer piso, al final de dicho claustro hay un pilar colonial, que es el único elemento conservado del antiguo colegio fundado por los sacerdotes jesuitas.

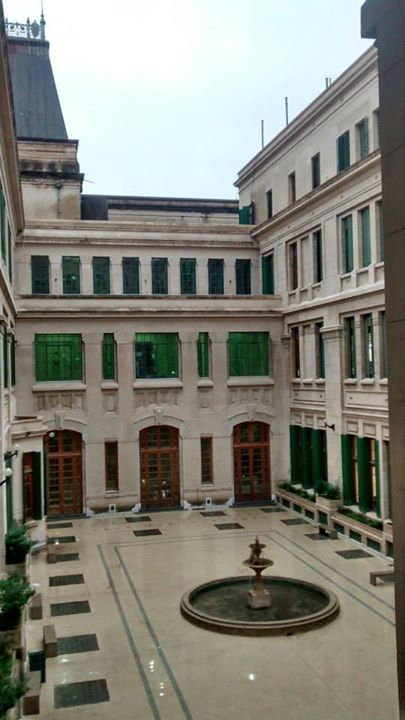
Patio

En el primer piso, las escaleras principales desembocan en las esquinas de un claustro, también paralelo a la calle Bolívar, que forma parte del "sector noble" del edificio y está construido en el mismo estilo que el claustro inferior a él, en él se encuentra el salón de actos, llamado Aula Magna, que está inspirada en la Sala Principal de la famosa Ópera de París diseñada por Charles Garnier, dicho salón está equipado con un órgano Laukhuff de 3600 tubos, este es el salón más decorado del edificio. Contiguo al Aula Magna está ubicada la biblioteca, de más de cien mil volúmenes, esta posee libros del XVI en adelante y su hemeroteca es una de la más completas de Argentina en lo que respecta a publicaciones del XIX. Junto a ellas está ubicada la Rectoría y la Sala de Banderas, que se mantienen decoradas con los papeles tapices originales, boiseries y pisos de roble. La biblioteca ha sido escenario de programas de televisión y publicidades.

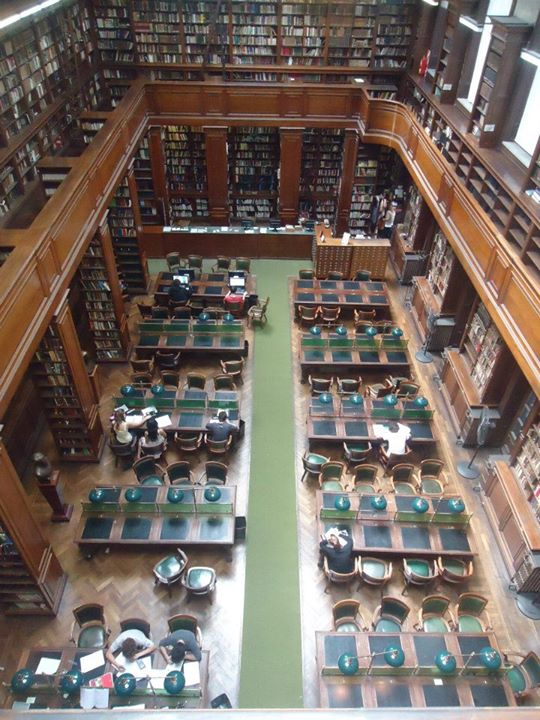
Biblioteca

Una vez pasado el “sector noble” del edificio, decorado con columnas y mármol y revestido en símil piedra París, se accede a los claustros estudiantiles, donde los muros están revestidos con característicos azulejos verdes, y hacia donde se abren las puertas de madera de las diversas aulas. En el primer piso funciona el gabinete de física, y en el segundo piso funcionan los gabinetes de biología, geografía y química. En la terraza hay un observatorio equipado con un telescopio. Allí varios alumnos asisten a charlas, cursos y observaciones astronómicas.
En el subsuelo hay un microcine con capacidad para más de doscientos espectadores, una pileta de natación, un bufé, dos patios techados, archivo de discos, una sala de tiro que no está en uso, y el gabinete de Música. En otros pisos hay gabinetes de Ciencias, Artes Plásticas, Geografía, Cerámica, y un salón de informática.
Las instalaciones también cuentan con un Salón de Usos Múltiples construido en la década de 1970 en el tercer piso, por sobre el Claustro Central, caracterizado por la luz natural, que reemplazó el uso del patio del subsuelo.

## Deportes

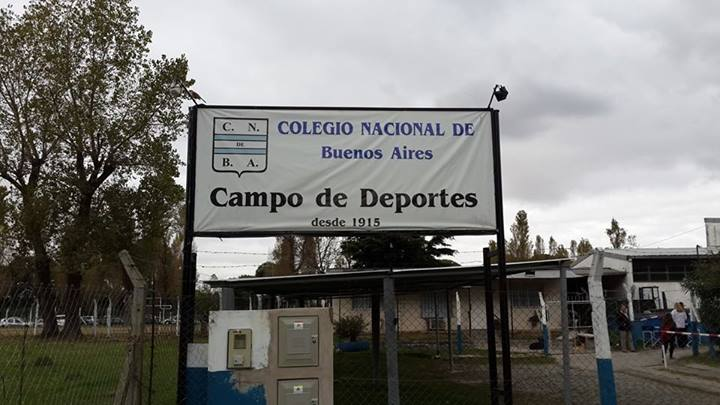
Cartel a la entrada del Campo de Deportes, "desde 1915"

El Colegio cuenta con su propio campo de deportes ubicado en Puerto Madero, que todavía conserva a pesar de los reiterados intentos de expropiarlo que ocurren desde que se parceló la zona del puerto y se inscribieron los terrenos a nombre de manos privadas habilitando la construcción. El deporte es obligatorio pero a elección luego de que se aprueba el examen de natación. El Campo posee una cancha donde se practica fútbol, una más pequeña de pasto donde se practica hockey y balonmano, entre ellas las canchas de vóley y básquet, y un sector triangular de césped reservado para actividades de atletismo, además de las instalaciones de baños y vestuarios a la entrada. Ubicado en Juana Manso y Trinidad Guevara, se encuentra a unas 15 cuadras del edificio del Colegio y los alumnos pueden optar por realizar el recorrido a pie u organizarse colectivamente. Los deportes que se practican en el Campo de Deportes son: fútbol, básquet, vóley, balonmano (balonmano), hockey sobre césped y atletismo.
Además, los alumnos pueden optar por realizar las prácticas deportivas de judo y gimnasia dentro del edificio principal del Colegio, en el Salón de Usos Múltiples (SUM) del tercer piso caracterizado por ser techado con luz natural.
En el subsuelo en la pileta olímpica se practica natación.
Hasta aproximadamente 1973 estaba incluido en la currícula el tiro; a pesar de que aún se conserva el viejo polígono de tiro en el subsuelo de la sede, las armas fueron retiradas y este deporte nunca volvió a practicarse.

## Extensión del modelo
En respuesta a la cantidad de aspirantes se ha procurado extender el modelo a otros colegios, en 2004 el exrector Horacio Sanguinetti contaba que "desde la Secretaría de Educación no logré difundirlo por la potencial amenaza de la malhadada Ley Federal de Educación", aunque consideraba un éxito la extensión del modelo al Colegio Nacional de Ushuaia, al Nacional de San Isidro y al Instituto Libre de Segunda Enseñanza (ILSE).
Desde la perspectiva de los aspirantes, el acuerdo unánime es que a los doce años cuando entran al curso de ingreso, "ya vienen formados", ya vienen de doce años de formación. En 2012 el coordinador del ingreso Jorge Bottaro comentaba: «Vemos un problema de formación en la escuela primaria: los estudiantes llegan sin hábitos ni metodologías de estudio».
A pesar del esfuerzo, el Nacional de San Isidro no logró el estatus de preuniversitario y a partir del 2010 se empezó a articular de acuerdo a la ley de Educación. El ILSE, fundado en 1892, y el muy nuevo Colegio Nacional de Ushuaia fundado en 1994, continúan funcionando bajo el modelo iniciado en el CNBA, si bien sus inicios fueron muy diferentes y en contextos opuestos.

### El Colegio Nacional de Ushuaia
El Colegio Nacional de Ushuaia fue fundado en 1994 apadrinado por el Colegio Nacional de Buenos Aires. El primer rector fue el exprofesor de historia del CNBA y exalumno Lucas Potenze (promoción 1967), sucedido en 2011 por Adrián Parra (exalumno CNBA promoción 1991).
«En la época de su inauguración, Tierra del Fuego vivía un tiempo de cambios: impulsada por la promoción industrial, el turismo, y la creación de la nueva provincia, en los últimos 20 años la población se había casi quintuplicado, especialmente con gente joven y niños en edad escolar. Entonces, un grupo de vecinos pensó en la necesidad de crear un centro educativo de calidad, que preparara a sus alumnos para el ingreso a cualquier universidad. Para llevarlo a cabo un grupo de padres creó una asociación civil sin fines de lucro y acudió al Colegio Nacional de Buenos Aires, donde el Dr. Horacio Sanguinetti propuso firmar un convenio de padrinazgo y apoyo profesional para la creación y el sostenimiento de un nuevo bachillerato.»
«El intendente sureño, Mario Danniele, advirtió la importancia del proyecto y lo dotó de un predio estupendo, un bosque de lengas que llega hasta el mar, con "buen ayre y fermosas salidas -como quería el Rey Sabio en sus Partidas-, porque los maestros que muestren los saberes, e los escolares que los aprenden, vivan sanos en él, e puedan folgar, e rescebir placer en la tarde cuando se levantaren cansados del estudio." Pusimos allí todo el empuje colegial. El instituto adoptó nuestros planes, programas y sistema de ingreso. Docentes porteños viajaron para oficiar de jurados en los cursos, otros van a dictar cursos de perfeccionamiento y nivelación, y un ex alumno y profesor distinguido, Lucas Potenze, aceptó el desafío de asumir el rectorado. En 1994 inauguramos los cursos del nuevo Colegio Nacional de Ushuaia, en un acto donde las "fuerzas vivas" acudieron en pleno, riendo y llorando al compartir una arrasadora y descomunal emoción.» (Horacio Sanguinetti).
«En los primeros 17 años transcurridos han pasado por las aulas del CNU más de 1000 alumnos y 13 promociones terminaron sus estudios. Con el exclusivo aporte de los padres, se logró construir un edificio propio inaugurado en medio de la crisis del año 2000, un tiempo después se construyeron los laboratorios de informática y de ciencias naturales y se habilitó un SUM (salón de usos múltiples) con sistema de proyecciones y una biblioteca que lleva el nombre del Dr. Gerardo Pagés y que guarda cerca de 10.000 volúmenes. Desde 1998 funciona una subsede del programa UBA XXI de la Universidad de Buenos Aires. (...) Además, desde 1994, todos los años se realizan viajes de intercambio entre alumnos y profesores de ambos colegios.»
«El Buenos Aires se conserva y se remoza, ajusta detalles, mantiene tradiciones. Pero allá el reto es otro. Es crear de la nada. Llegar a las fronteras y hacer patria en serio. Y el Buenos Aires está presente y seguirá allí, con todas sus energías intelectuales y morales. Con hechos. Larga vida, y famosa, al Colegio Nacional de Ushuaia. Su lema es el que consta en unas monedas que Bougainville enterró al retirarse del suelo malvinense: Conamur tenues grandia, «"somos pequeños, pero osamos la grandeza",» (Horacio Sanguinetti).

### Instituto Libre de Segunda Enseñanza (ILSE)
Artículo Principal: Instituto Libre de Segunda Enseñanza
«En el rectorado [de Adolfo Orma al frente del CNBA, 1890-1892] la disciplina interna se había resentido y los conflictos de ese orden hicieron crisis en un episodio durante el cual los alumnos abuchearon al inspector general de enseñanza, don Santiago Fitz Simons. Este solicitó de inmediato al Poder Ejecutivo la exoneración del rector, a quien acusó de "abandono o falta de tino" en el cumplimiento de sus funciones. Orma fue separado por decreto del 25 de abril, que firmaron el presidente Pellegrini y su ministro Balestra (creador de las secciones).»
«La separación de Orma de la rectoría del Nacional hizo que un grupo se reuniera en la casa de Calixto Oyuela y propusiera la creación del ILSE. Renuncian en masa los profesores del Colegio Nacional para integrarse al ILSE. Reciben la protección académica de la UBA que ofrece integrantes que integran el Consejo Superior del ILSE, y lo apadrinaron Bartolomé Mitre y Vicente Fidel López. El 16 de mayo de 1892 en Florida 756 se inauguró finalmente el ILSE, con el Dr. Orma como rector. En 1905 obtiene un nuevo edificio en la calle Libertad en el que continúa hoy en día.»
El ILSE «fue mixto de 1907 a 1931 y desde 1985 en adelante.» Exalumnos: Enrique Telémaco Susini, Oliverio Girondo, Carlos Saavedra Lamas, Roberto Marcelino Ortiz, Adolfo Bioy Casares, Tomás Abraham, etc.

## Historia
A partir del siglo XVII y prácticamente sin solución de continuidad, instituciones escolares portadoras de diferentes nombres se sucedieron en el lugar donde hoy funciona el Colegio Nacional. Suelen considerarse, incluso por el mismo colegio, como si se tratara de una única institución que fue cambiando de manos, de orientación ideológica y pedagógica, reflejando en buena medida las diferentes circunstancias históricas por las que atravesó el país.

### Período virreinal: Real Colegio de San Carlos (1772-1810)
En 1654 el Cabildo de Buenos Aires encomendó a la orden de los jesuitas atender la educación juvenil. En 1661 se instalaron en esta manzana (que luego sería denominado la Manzana de las Luces), delimitada por las actuales calles Bolívar, Moreno, Perú y Alsina, y fundaron el Colegio San Ignacio, primer antecedente de la actual institución.

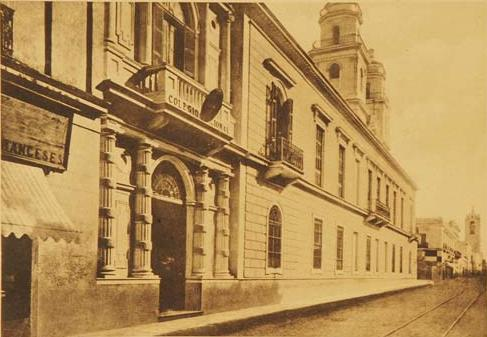
Fachada del antiguo colegio jesuita

Los jesuitas fueron expulsados de América en 1767, y Juan José de Vértiz y Salcedo, gobernador desde 1770, fundó el Real Colegio de San Carlos que inauguró el 10 de febrero de 1772, luego de haberse expedido favorablemente el Cabildo Eclesiástico en un informe que, bajo la guía de Juan Baltazar Maziel, proponía la creación de un convictorio y universidad en el Colegio Grande, tomando por modelo el Colegio de Monserrat fundado en Córdoba en 1687. A comienzos de 1773, la Junta designó cancelario y regente de los reales estudios al propio Maziel, que redactó el reglamento de estudios y dirigió con acierto los destinos del Colegio durante catorce años. Hasta que el marqués de Loreto, el virrey Loreto lo destierra de la ciudad de Buenos Aires.
Elevado a la categoría de virrey, Vértiz estableció el 3 de noviembre de 1783 el Real Convictorio Carolino o Real Colegio de San Carlos bajo la protección de San Carlos Borromeo y del Real Patronato que ejercía en nombre del Rey de España.
En las Constituciones, Vértiz anuncia haberlo erigido para paliar los extravíos de la juventud por falta de reclusión, con 80 colegiales que vistieron la veca en la víspera de San Carlos, por falta de cuartos donde alojar mayor número. El colegio fue erigido para eternizar la memoria de Carlos III, y sus armas reales fueron colocadas sobre la entrada.
En sus Constituciones se establecía que al frente del colegio habría un rector, a cuyo cargo quedaba el cobro de las pensiones anuales de los colegiales. Debía llevar libros, para asentar los colegiales que ingresaban y los gastos. El vicerrector ayudaría al rector y lo supliría en caso de licencia o enfermedad. El prefecto de estudios dirigía las funciones interiores del colegio. También habría pasantes de gramática y latinidad.
Se establecían dos tipos de estudiantes: a) el colegial, que sería pensionista y debía regirse por todas las disposiciones internas; b) el manteista (capista), que sería externo y solo asistiría a las clases.
Las clases duraban una hora, de la que el profesor dedicaba 3/4 a dictarla, y el 1/4 restante a extraer la conclusión. Otras veces, durante 1/2 hora contestaba preguntas de los alumnos. El pasante tenía obligación de tomar la lección antes de la clase, ayudando a comprender su significado para que no se la memorizara.
Si algún estudiante debía sostener una conferencia o una función literaria, se lo ejercitaba en el púlpito del refectorio, mientras los otros comían y le replicaban otros dos. Lo usual era que al final de los cursos, los alumnos más brillantes sostuvieran un acto público de los principales puntos de las materias del año, que solía realizarse en la iglesia de San Ignacio.
Los dos meses de verano había vacaciones para los estudiantes y en ese tiempo se iba a la Chacarita, donde se permitía todo tipo de diversiones al aire libre.
Es mencionado como "Colegio de los Jesuitas" por el Teniente inglés Henry Cadogan, en sus memorias sobre la Segunda invasión inglesa al Río de la Plata.
Su primer rector fue Vicente de Jaunzarás, cuya autoridad referida al Convictorio coexistió con la de Maziel, que atendía los reales estudios. A este último, desterrado en Montevideo por Nicolás del Campo, virrey de Loreto (1787), sucedió Montero, y a Jaunzarás, tras el itinerato de José Antonio Acosta (1786-1791), Luis José de Chorroarín, ahijado de Vértiz y egresado del propio Colegio, quien desde 1791 fue su más importante rector, llegando a dirigirlo hasta su desaparición en 1810.

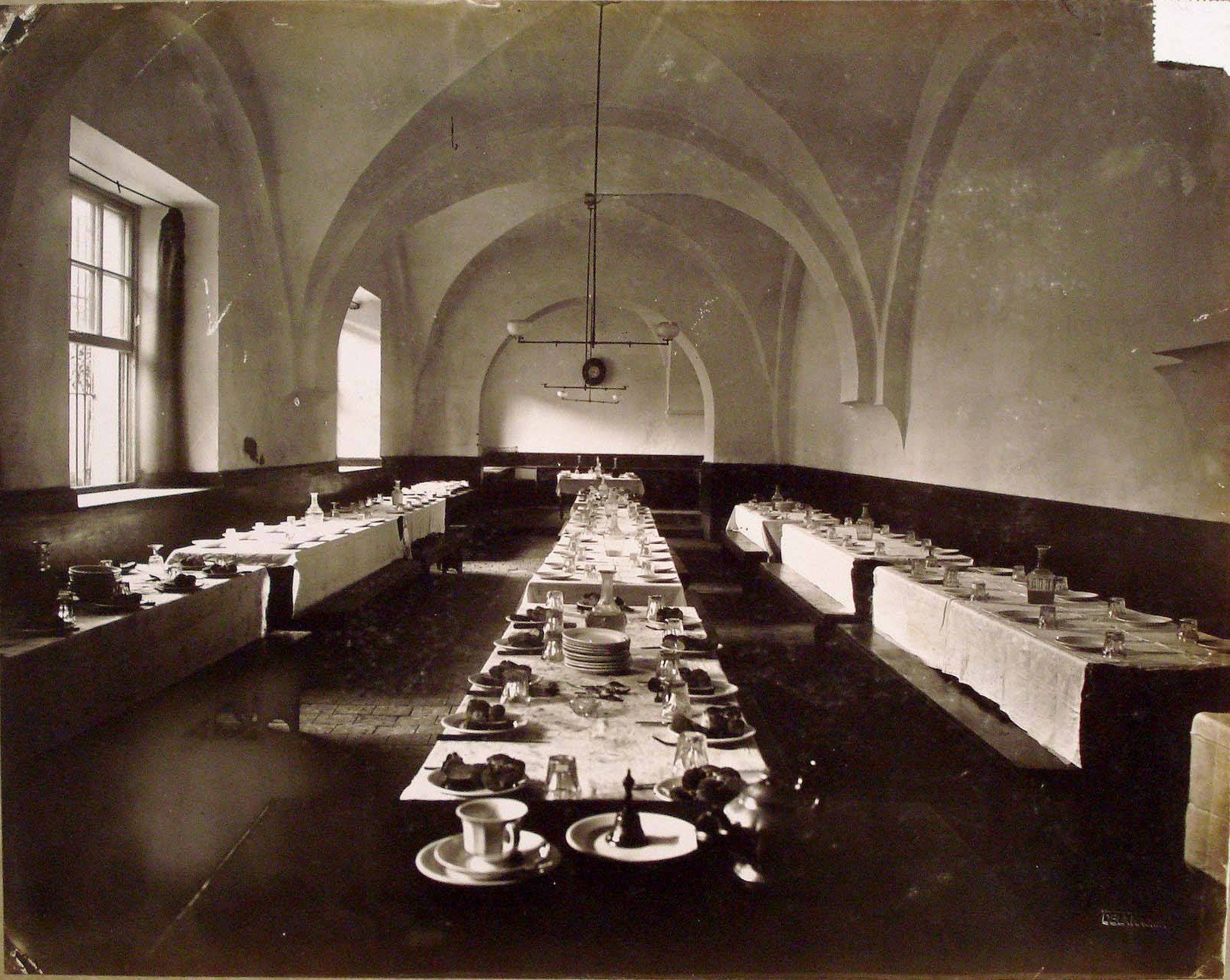
Comedor de alumnos en el antiguo edificio colonial

Durante el período colonial estudiaron en el Colegio alumnos que luego serían personalidades políticas de la Historia argentina que contribuyeron a la independencia, entre ellos, seis de los nueve miembros de la Primera Junta: el presidente Cornelio Saavedra, los secretarios Mariano Moreno y Juan José Paso, y los vocales Manuel Belgrano, Juan José Castelli, y Manuel Alberti. A ellos se sumaron numerosos hombres públicos, como Domingo French, Feliciano Antonio Chiclana, Manuel J. García, José Valentín Gómez, Manuel Moreno, Bernardo de Monteagudo, Nicolás Rodríguez Peña, Manuel Dorrego, Antonio Balcarce, Mariano Necochea, Tomás Guido y Martín Rodríguez; nueve de los veintiún diputados de la Asamblea del Año XIII; el presidente del Congreso de Tucumán, Francisco Narciso Laprida; el director supremo Juan Martín de Pueyrredón; el primer presidente de la República, Bernardino Rivadavia, y su sucesor interino Vicente López y Planes, autor del himno nacional argentino.

### Período de la emancipación (1810-1852)
Por orden de la Asamblea del Año XIII, el Colegio fue fusionado con el Seminario Conciliar, aunque esta etapa tuvo una duración muy limitada. En esa época estudió el cirujano y profesor de medicina Claudio Cuenca (1812-1852), quien al intentar proteger a sus enfermos en un hospital de campaña sería asesinado por un mercenario español contratado por Justo José de Urquiza.
En 1817, Juan Martín de Pueyrredón lo reorganizó bajo el nombre de Colegio de la Unión del Sud, el cual comenzó a funcionar en 1818. En el que cursarían estudios Justo José de Urquiza y Florencio Varela.
En 1821, bajo el gobierno de Martín Rodríguez, se estableció la Universidad de Buenos Aires, y en 1823 el Colegio de la Unión del Sud se transformó en el Colegio de Ciencias Morales durante el ministerio de Bernardino Rivadavia, bajo la tutela de la flamante Universidad y dirigido por Miguel Belgrano. En esa época, el Colegio era un internado de la Universidad, con una disciplina muy rígida. El Colegio de Ciencias Morales formó a muchos hombres clave de la generación de 1837: Esteban Echeverría, Vicente F. López, Juan María Gutiérrez, Miguel Cané (padre), José Mármol, Félix Frías, Carlos Tejedor, Marco Avellaneda, Antonino Aberastain, Marcos Paz, Juan Bautista Alberdi, quienes inspiraron la Constitución Argentina de 1853 y promovieron la organización nacional. El futuro presidente Domingo Faustino Sarmiento se lamentó en su obra Recuerdos de provincia no haber conseguido una beca para entrar, no obstante haberla merecido.
Al caer Bernardino Rivadavia, el gobernador Juan José Viamonte fusionó el Colegio con el de Estudios Eclesiásticos. En 1830, el gobernador Juan Ramón González de Balcarce clausuró el Colegio. En 1836 fue reabierto —aunque arancelado— por Juan Manuel de Rosas, quien lo entregó a seis religiosos jesuitas, a los que posteriormente expulsó acusándolos de conspirar con los unitarios. Durante esa etapa que se extendió entre 1836 y 1841, la institución tomó el nombre de Colegio de San Ignacio. Allí se educaron Guillermo Rawson, José Benjamín Gorostiaga y Eduardo Costa. Luego de la batalla de Caseros, el solar del Colegio fue usado por un tiempo como cuartel.

### Período de la cultura nacional (1852-1962)
Pastor Obligado restableció la vieja institución, a la que llamó Colegio Eclesiástico, bajo la dirección del rector José Eusebio Agüero. En él estudiaron Juan José Romero, Juan Antonio Argerich y Dominguito Fidel Sarmiento, hijo del presidente Sarmiento.

#### Fundación del Colegio Nacional
Luego de la unificación argentina, el presidente Bartolomé Mitre creó en el mismo lugar el Colegio Nacional de Buenos Aires por decreto 5447 del 14 de marzo de 1863, pivote de su política integradora de porteños y provincianos. Amadeo Jacques, autor del plan de estudios de 1863, fue su rector más emblemático, tal como relata el ministro Miguel Cané en su libro autobiográfico Juvenilia, que retrata vivamente el período del Colegio entre 1863 y 1868.
A Jacques lo sucedió Alfredo Cosson (1865-1876), y más tarde José Manuel Estrada, designado el 16 de julio de 1876. Estrada rigió el Colegio hasta que en 1883 fue desplazado del cargo por el presidente Julio A. Roca y su ministro Eduardo Wilde en razón de sus convicciones político-religiosas, en medio de la escalada de hechos que enfrentó al gobierno con la Iglesia católica. Estrada fue reemplazado por Amancio Alcorta (1883-1890). Le siguieron Adolfo Orma (1890-1892), Valentín Balbín (1892-1896), Juan P. Aguirre (1896-1900) y Manuel B. Babia (1900-1902). En esa época el alumnado del Colegio se politizó de forma notable: se llegó a conformar un Comité que editaba un diario dirigido por los futuros radicales Mario Guido y José P. Tamborini. Les siguió en el rectorado Enrique de Vedia (1902-1911).

#### Incorporación del Colegio a la Universidad de Buenos Aires
El colegio fue incorporado a la Universidad de Buenos Aires por decreto del 4 de noviembre de 1911 firmado por el exalumno y presidente de la Nación, Roque Sáenz Peña, siendo el rector en aquel entonces el Dr. Eufemio Uballes que también desde el rectorado incorporó a la órbita de la Universidad la Escuela de Comercio Carlos Pellegrini. La anexión no fue del agrado de todos, y el 13 de noviembre renunció el rector del Colegio, Enrique de Vedia, a quien sucedió Eduardo Otamendi (1911-1915) que había oficiado de vicerrector. Luego de varios años de debates, polémicas e intentos de devolver el Colegio a la órbita del Ministerio de Instrucción Pública, el exalumno, profesor y diputado Luis Agote planteó desde su banca en el Congreso una discusión a fondo que desembocó en la sanción de la ley 10654, por la cual el Colegio Nacional de Buenos Aires se anexaba a la Universidad, refrendando así lo establecido en el decreto de 1911.

#### Premio "Dr. Eufemio Uballes"
Desde 1922, fecha en que Uballes finalizó su período como Rector de la Universidad de Buenos Aires, por ordenanza del Consejo Superior del Colegio Nacional Buenos Aires se premia a los estudiantes de dicho colegio "que habiendo concluido sus estudios en calidad de regulares, hubiesen obtenido las más altas calificaciones".

#### Ricardo Rojas: el «colegio de la patria»
Con el tiempo quedó a la vista el acierto que significó la incorporación del Colegio a la Universidad, y pronto aparecieron iniciativas para extender las ventajas de tal sistema a otras instituciones. Así, en las ciudades de Córdoba y de La Plata se adoptaron planes de estudio similares al vigente en el Colegio Nacional de Buenos Aires, con lo que se establecía que los estudios secundarios debían ser formadores y ajenos a cualquier preocupación utilitaria.
En su discurso del 12 de agosto de 1926 Ricardo Rojas, rector de la Universidad de Buenos Aires, expresó:

Grande es la responsabilidad que la Universidad de Buenos Aires tomó sobre sí al reanexionar este instituto, cuyo pasado obliga por lo menos a mantener el prestigio de esa tradición... Mi presencia en el estrado no a pasivo cumplimiento de un deber oficial, sino móviles más dinámicos de simpatía humana, que nacen de mi culto por la tradición de este colegio histórico en el cual se formaron hombres de nuestra emancipación, y al cual después de ciento cincuenta años de labor civilizadora, podríamos, por antonomasia, llamarlo ya el colegio de la patria.
Ricardo Rojas

Ricardo Rojas refería así un hecho constatable: que el Colegio Nacional de Buenos Aires era ya a principios del siglo XX el que mayor proporción de hombres eminentes había dado a la República, el que mayor porcentaje de laureados había generado en cualquier campo de la inteligencia organizada. En él estudiaron los dos primeros Premios Nobel argentinos, Bernardo Houssay y Carlos Saavedra Lamas, y tres presidentes argentinos finalizaron allí sus estudios secundarios, Carlos Pellegrini, Roque Sáenz Peña, y Marcelo Torcuato de Alvear. El Colegio fue educador de científicos como Luis Agote, Ángel Gallardo e Ignacio Pirovano; juristas como Estanislao Zeballos, Luis María Drago, Eleodoro Lobos y Roberto Repetto; litaratos de la talla de Rafael Obligado, Ricardo Güiraldes, Baldomero Fernández Moreno, Calixto Oyuela, Eugenio Cambaceres, Lucio V. López y Enrique Larreta, y personalidades públicas como Julián de Leyva, Antonio Dellepiane, José Nicolás Matienzo, Pedro Goyena, Aristóbulo del Valle, José Ingenieros, Mario Sáenz, Ernesto Quesada, Belisario Roldán, Martín García Mérou, Carlos Ibarguren, Abel Cháneton, Manuel Carlés, Nicasio Oroño, José León Suárez, Tomás Le Bretón, Norberto Piñero, Rodolfo Rivarola, Juan B. Justo, Nicolás Repetto, Alfredo Palacios, Aníbal Ponce, Juan José Díaz Arana, entre otros. (Para un listado más completo, ver la sección final sobre alumnos destacados).

#### El «Colegio de Nielsen»

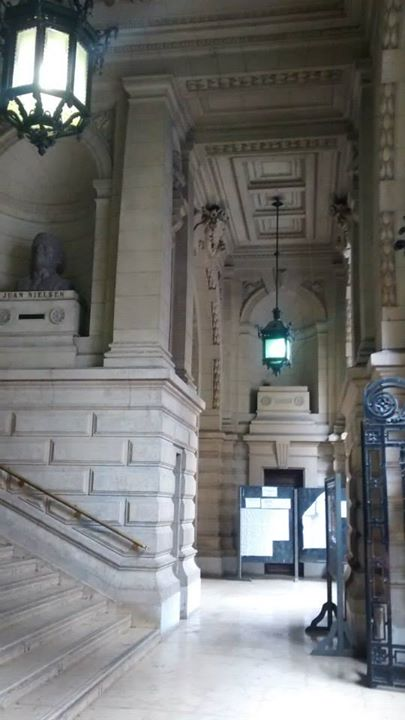
"Genio y figura: una foto de Nielsen joven lo delata. Quienquiera que contemple esa fotografía, aunque ignore de quién se trata, entreverá en esa efigie a un ser de inteligencia privilegiada, de voluntad férrea, de enorme disciplina interior. Hice la prueba con un amigo mío. Sin revelarle de quién era la foto se la mostré. La miró, me miró, volvió a estudiarla y al fin me dijo: Éste tiene que haber sido un bocho" (Marco Denevi). En la foto el vestíbulo de la entrada y el busto del rector

Durante los rectorados de Eduardo Otamendi (1911-1915), José Popolizio (1915-1918) y Tomás Cullen (1918-1924), Juan Nielsen fue quien orientó toda la política educativa. Designado rector del Colegio, lo reorganizó y le infundió un nuevo impulso creador. Su rectorado se extendió desde 1924 hasta 1941, y fue el rectorado más largo hasta la llegada de Horacio Sanguinetti finalizado el Proceso.

¡Ah, los buenos tiempos en que estudiábamos en el colegio de Nielsen! Así lo llamaríamos: el colegio de Nielsen.
Marco Denevi

Nielsen fue una figura emblemática del Colegio, que quedó en el recuerdo de varias generaciones de alumnos. Fue el encargado de finalizar el nuevo edificio, para cuya remodelación se había contratado al arquitecto belga Maillard. Ese edificio con algunas características propias de un palacio, fue inaugurado el 21 de mayo de 1938, en un acto encabezado por el presidente Roberto Marcelino Ortiz. Cinco años más tarde fue declarado solar histórico.
A partir de 1955, con la autonomía universitaria, el Colegio recobró su función de escuela piloto de experimentación. Incorporó a las mujeres, alumnas y docentes. Las primeras alumnas ingresaron en 1959 y se graduaron en 1964. Muchas de sus experiencias han trascendido primordialmente a las escuelas organizadas por otras universidades nacionales, y es considerado una de las instituciones educativas más prestigiosas de la Argentina.

El Colegio es una personalidad espiritual. En él se formaron los próceres de la independencia, la hueste civil de Echeverría que dictó la Constitución Nacional, los organizadores del 80, y muchedumbre de sabios, artistas, profesores, magistrados y hombres útiles a la República.
Horacio J. Sanguinetti

El viejo edificio colonial en el que Miguel Cané relatara sus vivencias funcionó hasta finalizada la construcción de "la casa nueva", planificada justo antes de 1910 en plena euforia del Centenario en que los edificios públicos de la ciudad eran reemplazados por palacetes de varios pisos del estilo Beaux Arts francés.
En 1908 se había realizado un concurso para construir la nueva sede central de la Universidad de Buenos Aires y el Colegio Nacional, utilizando toda la que en 1821 se había bautizado Manzana de las Luces, lo cual incluiría los terrenos con edificios coloniales en la calle Perú. Por eso el proyecto era mucho más pretencioso y de mayor tamaño, y había sido elegida la propuesta del arquitecto Gino Aloisi, que finalmente no se construyó y el proyecto para instalar allí a la UBA quedó abortado.
El actual edificio del CNBA fue proyectado hacia 1910 por el arquitecto francés Norbert Maillart, también autor del Correo Central y del Palacio de Tribunales, con 9.826 m² cubiertos (es decir, sin contar las ampliaciones realizadas posteriormente).
En septiembre de 1910 el presidente José Figueroa Alcorta y su ministro de justicia e instrucción pública Rómulo S. Naón encabezaron el acto de colocación de la piedra fundamental del nuevo edificio diseñado por Maillart, y la construcción comenzó, a cargo de "Zacarías Marioni, Hno. y Compañía". Al año siguiente se revocó el contrato, para iniciar uno nuevo con Vinent, Maupas y Jáuregui, hasta que finalmente en 1915 la compañía alemana GEOPÉ se hizo cargo de la construcción.
El edificio fue construido en dos etapas, empezando por la fachada principal de la calle Bolívar y todo el sector de biblioteca, rectoría y los gabinetes del claustro Bolívar, y siguiendo por los tres claustros paralelos a la calle Moreno, de tal modo que durante un tiempo convivieron el antiguo edificio jesuita con la nueva casa de estilo francés clásico, y mientras se construía la fachada principal, los alumnos entraban por el lateral de la calle Moreno hacia el viejo patio con baldosas en damero. Esta es la situación vivida por el exalumno Florencio Escardó en sus recuerdos titulados como el edificio, La casa nueva. Para 1929, el edificio del Colegio Nacional había costado ya m$n 4.672.521, aún faltando parte importante de la obra. El nuevo colegio sería inaugurado por completo recién el 25 de mayo de 1938 por el presidente Roberto M. Ortiz.

## Egresados y Asociación de exalumnos
Bajo el eslogan "Hermanos en el aula y en la vida", la Asociación de Exalumnos posee una sede cercana al Colegio que es utilizada para diversas actividades y eventos organizados por los exalumnos. Publica la revista La Campanita, a la que se puede acceder en línea desde el número 34.
La Asociación de Exalumnos organiza, los tradicionales torneos del Fútbol de Exalumnos (FECNBA), cuya cobertura fotográfica y periodística, compartida con la del torneo de alumnos, es realizada por la revista Campo de Juego CNBA.

### La sede
«El 6 de agosto de 1992 fue el final de un largo sueño que comenzó allá en 1982, cuando el entonces Intendente Municipal de la ciudad de Buenos Aires dio el empujón inicial a la Ordenanza que entregaría a los exalumnos la propiedad ubicada en Perú y Moreno, el famoso bar El Querandí, hoy nuestra sede cultural, ubicada en la histórica esquina de Moreno y Perú.»
«Duró diez años este capítulo institucional, el tiempo necesario para concretar el ofrecimiento y llegar a reciclar el bar y los altos de El Querandí, hoy nuestra sede cultural, ubicada en la histórica esquina de Moreno y Perú.»
«Desde entonces se han sucedido en ella muestras pictóricas, exposiciones, conferencias, presentaciones de libros, ciclos culturales, debates y talleres de todo tipo.»
«Hoy, más de dos mil asociados se reencuentran, cada cinco años como mínimo, con otros cientos de ex alumnos, en las reuniones de promociones, que se suceden desde los 20/25 años de egresados hasta los 70 y más años de graduados. Recorren entonces las instalaciones del Colegio y reciben en el Aula Magna una medalla recordatoria, a la vez que escuchan, rodeados de hijos y nietos, clases magistrales de sus profesores de otros tiempos.»

### Publicaciones
«Ya en 1945 se dio a conocer la primera revista de la Asociación: Juvenilia; luego aparecieron otras publicaciones, especialmente de artículos o separatas de obras que se referían al Colegio Nacional, diversos Anuarios, el libro por los Cincuenta años, boletines, la revista La Campana, nombre que recuerda aquel antiguo bronce del Colegio, ubicado en el patio Bernardino Rivadavia y cuyos sones fueron, en el transcurso del tiempo, reemplazados por los ramalazos del timbre eléctrico, y dos ediciones del Quis est quis, en cuyas páginas figuramos muchos de los que elegimos llamarnos "Hermanos en el aula y en la vida".»

### La antigua chacarita y el nuevo campo
El primer lugar recreativo con el que contó el colegio era llamado "la chacarita de los colegiales", usufructuada por los jesuitas desde principios de 1600 y ubicada en lo que hoy son los barrios Chacarita y Colegiales, y que también proveía al colegio de sus productos agrícolas, los remanentes que se comercializaban iban a parar a la caja de ahorros del Colegio. La constitución de 1783 reglamentaba que los alumnos pasaran sus vacaciones de verano, que no debían exceder de 2 meses, en esa casa de campo, y así se utilizaba en 1865 cuando fue inmortalizada por Cané en Juvenilia. También es especialmente recordada en los Recuerdos del Viejo Colegio Nacional de Buenos Aires de Federico Tobal, ya que justo antes de la Juvenilia de Cané el Estado había intentado expropiársela a los jesuitas, en ese momento infructuosamente. La chacarita fue parte del colegio hasta 1871, en que a raíz de la epidemia de fiebre amarilla que diezmó a la población de Buenos Aires, la parte principal fue destinada a cementerio municipal, que conservó el nombre con que habían bautizado al lugar los jesuitas: Chacarita.
Desde 1915, el CNBA cuenta con un campo de deportes situado en la calle Juana Manso al 500 (Ciudad Autónoma de Buenos Aires), que hoy es pleno corazón del moderno barrio de Puerto Madero, pero que hasta los años 90 fueran terrenos portuarios semiabandonados donde estaba prohibida la construcción privada. Se encuentra frente a la Reserva Ecológica de Buenos Aires. Los alumnos, a través del CENBA, han contribuido durante las décadas de 1990 y 2000 a la defensa de este patrimonio, en relación con los intentos de la Corporación Antiguo Puerto Madero Sociedad Anónima (CAPMSA) de comprar el terreno.
En 2005, el exrector de la UBA, Guillermo Jaim Etcheverry, firmó un contrato de venta del predio. Las movilizaciones de los estudiantes frustraron la intentona y el convenio se venció. Sin embargo, la construcción de grandes emprendimientos inmobiliarios, como las Torres del Yacht acarrearon consecuencias para la infraestructura del lugar. Los vestuarios masculinos debieron ser apuntalados internamente, la casa del sereno fue demolida y no hay estudios realizados sobre las consecuencias del socavamiento de los terrenos ganados al río.[cita requerida]

### Historia de la Asociación de Exalumnos
A 25 años del egreso de un contingente de exalumnos, el rector Juan Nielsen prometió su apoyo para crear la Asociación el día 14 de junio de 1934. Encabezados por Rómulo Gallegos Echagüe, los bachilleres de la promoción de 1909 convocaron a los exalumnos de todas las promociones a una asamblea en el salón cedido por el diario La Prensa, en avenida de Mayo 525, el 23 de agosto de 1934. La Asociación redactó su estatuto el 10 de noviembre de 1934, y se decidió que fuera conducida por una comisión directiva que duraba en su mandato 4 años, renovándose por mitades cada dos años.

### Los inicios de la Vuelta Olímpica
Así lo recuerda el rector Raúl Aragón: «La "vuelta olímpica" era una práctica que comenzó durante el gobierno de Frondizi. Era, fundamentalmente, un gesto de rebeldía y de repudio a todo el sistema represivo que imperaba en el Colegio, que, finalmente, se incorporó a la vida colegial como una práctica institucionalizada, una tradición del Colegio, donde los casi egresados barrían con las normas, con todo lo formal y el rígido respeto que se exigía sobre las mismas y sobre las personas, tan consustanciado con el Colegio. [...] De repente, los alumnos de los años inferiores eran presas de un temeroso nerviosismo que se transmutaba en pánico cuando aparecían falanges cerradas de alumnos del último año, con los rostros cubiertos por capuchas, corriendo por las escaleras y por los claustros, penetrando inclusive en la sala de profesores y respetando tan sólo a la Rectoría y al la Vice-rectoría, gritando expresiones agraviantes contra profesores y preceptores no queridos, tirando a su paso agua, harina y huevos, a veces rompiendo bancos, puertas y vidrios, con algún chico lastimado generalmente, y todos terminando con un aspecto lastimoso como secuela final de las guerrillas producidas. En alguna oportunidad, la "vuelta" terminó con todos vestidos en la pileta, a veces se introducía la participación -lógicamente que en un papel estelar- de un cerdito enjabonado. (Raúl Aragón, 2001, Glorias y Tragedias en el Colegio..., pp. 67-68.)»
Una de las primeras vueltas en 1960 o 1961, terminó con uno de los alumnos, al parecer por ser hijo de Risieri Frondizi, con una conmoción cerebral consecuencia de los golpes recibidos, uno de los episodios trágicos de la historia del establecimiento.
Debido a la fama que le dan a las autoridades, durante el rectorado de Aragón en 1973, él mismo cuenta que no la esperaba, y "cuál no habrá sido su azoramiento cuando, una mañana de octubre de 1973, comenzó a funcionar el engranaje de la 'vuelta' ", sin embargo los alumnos recuerdan: «En las mesas de trabajo [propuestas por el rector] también se debatió sobre el papel de la vuelta olímpica en el nuevo "colegio para la liberación" [...] En las mesas de trabajo se llegó a la conclusión de que la vuelta era una expresión de alegría y se resolvió que no había que oponerse a este festejo "siempre y cuando sus fines no fueran destructivos" y no se lanzara ningún tipo de alimentos. Además, los responsables de la vuelta -y no los ordenanzas- tendrían que ocuparse de la limpieza del colegio. [...] (Garaño y Pertot, 2008, La otra juvenilia, 3ª ed.)» «Los ruidos de las explosiones de las bombas de estruendo sacudieron el colegio. Los pibes de sexto disfrazados con sábanas tiraron tabletas de gamexane en las aulas de primero y luego las cerraron con llave. Los chicos de una división de primer año decidieron, al sentirse asfixiados, salir a caminar por las cornisas del tercer piso. Aragón recorría los claustros, a punto de perder los estribos: las llaves que no aparecían, petardos y más petardos. "Si después de tantos meses de laburo me responden así, yo no tengo nada que hacer", les dijo el rector, indignado. Los de sexto estaban realmente arrepentidos. Aragón no los había molestado nunca, no había por qué vengarse contra él. Decidieron que aceptarían cualquier sanción. Cuando Aragón volvió, los reunió a todos en un patio. Les explicó, enojado, por qué consideraba que lo que habían hecho era un acto completamente destructivo y, por lo tanto, se contradecía con el proceso de liberación nacional: "¡Es una vergüenza! En definitiva, ¿qué quieren? ¡¿Un colegio de niños bien ingleses o un colegio de la liberación?!", les preguntó el rector, casi a los gritos. Sin embargo luego del reto, Aragón los dejó ir. Los estudiantes no sólo no se fueron sino que durante dos días limpiaron el colegio. El rector consideró que habían expiado su culpa y no hubo sanción.» (Garaño y Pertot, 2008, La otra juvenilia, 3ª ed.)
A principios de 1990 fue prohibido terminantemente el uso de animales y comida en los festejos de la vuelta. En un intento por detenerla, en 1995 la vuelta se comenzó a sancionar con un número de amonestaciones más alto cada año, que finalmente terminó en 1999 con la resolución de prohibirlas completamente. Las autoridades solo permiten la "Pintada" fuera del establecimiento y solo si es informada con antelación a las autoridades, de forma que ese día solo se hagan entregas de notas a través de algunas entradas secundarias a los lados del edificio, y que los días anteriores se pueda advertir a través de notas que nadie estacione su auto en ese sector para evitar daños. Hasta el momento no se ha registrado ningún disturbio en estas celebraciones.

### Literatura

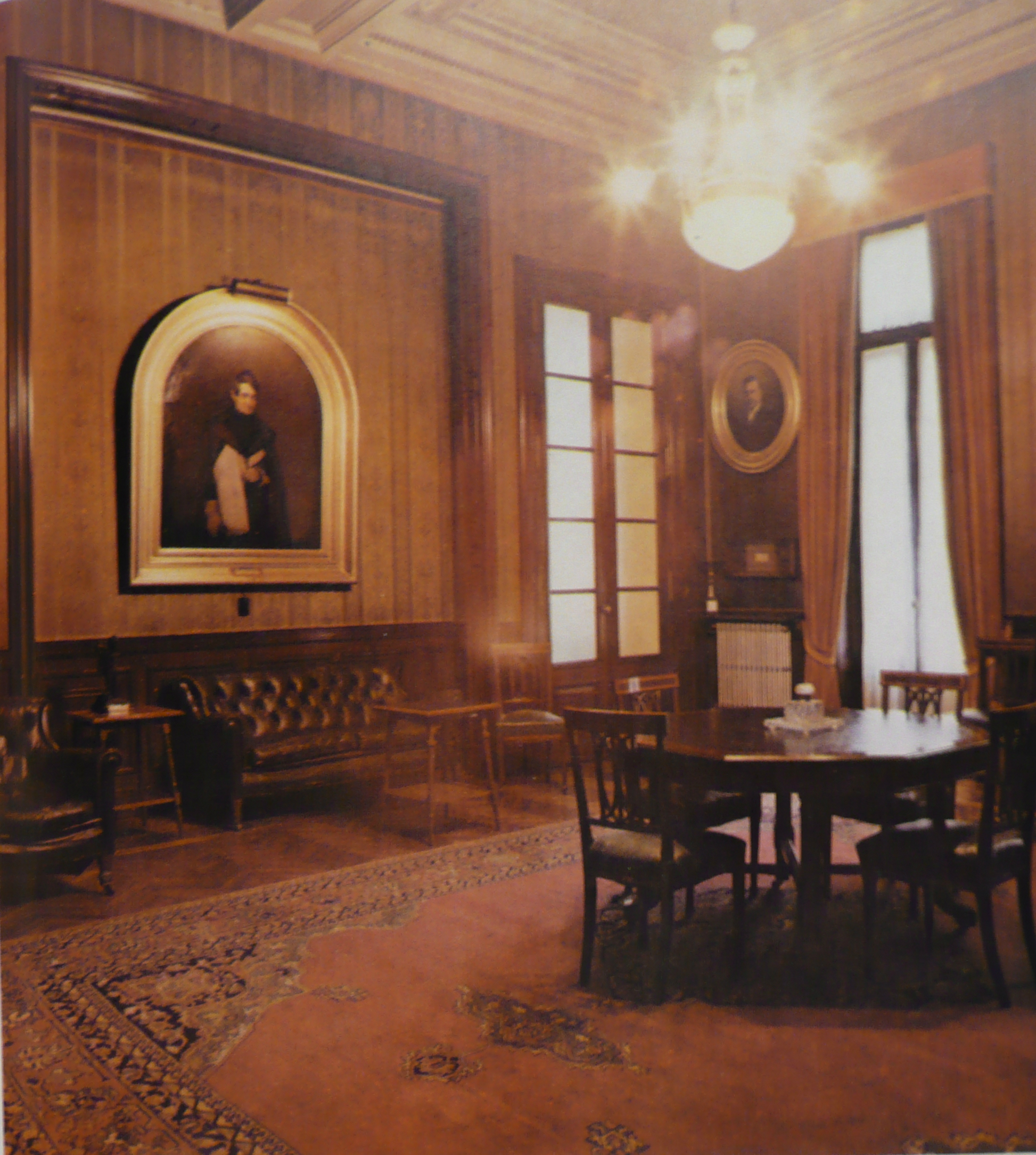
Ya en las épocas del rector Dr. Agüero (en cuadro de Prilidiano Pueyrredón, sala de las banderas del nuevo edificio), el Estado intentaba apropiarse de la "chacarita de los colegiales" usufructuada por los jesuitas desde principios de 1600, quienes dedicaban sus dividendos a la caja de ahorros del Colegio posteriormente también desaparecida

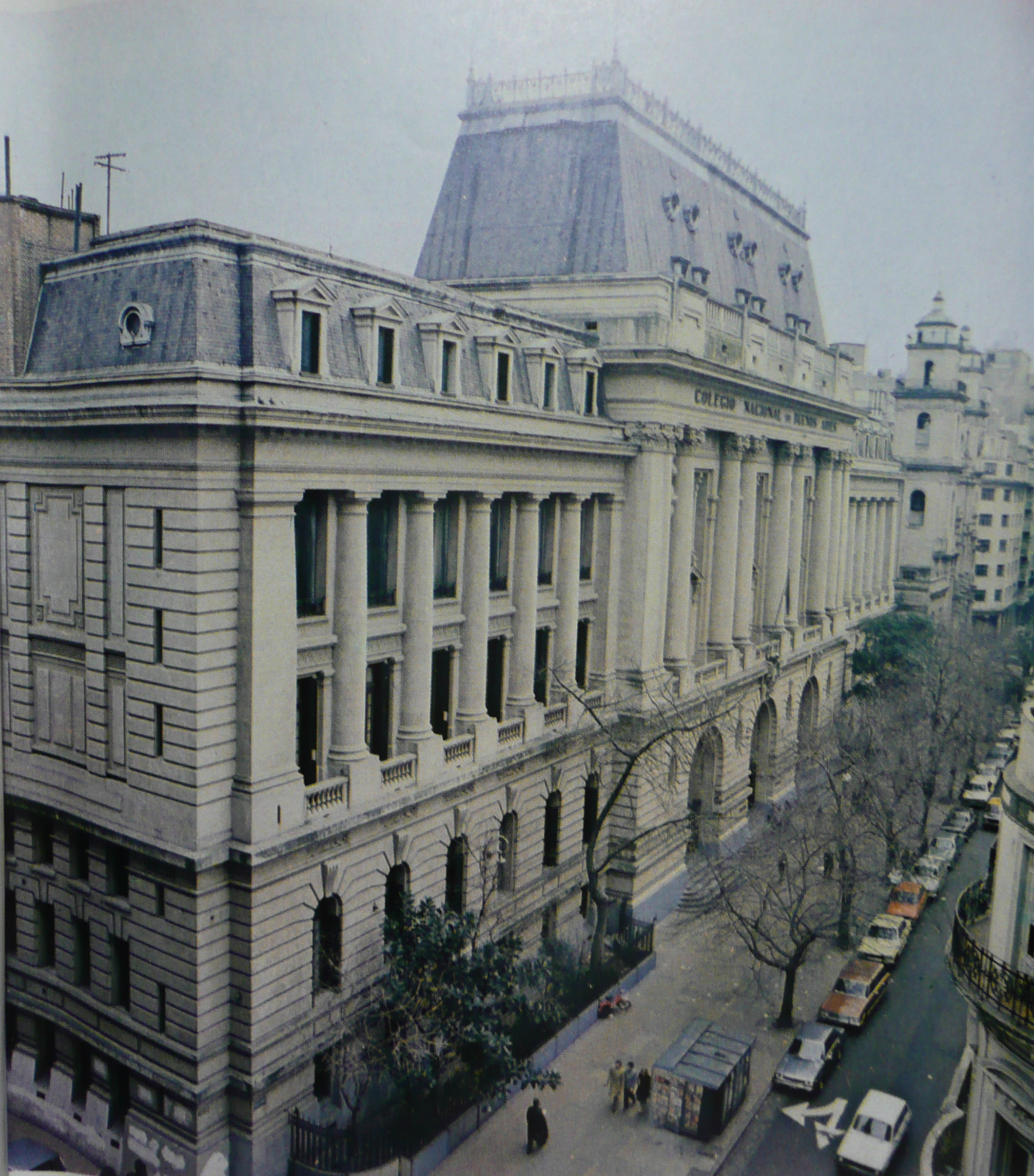
Edificio nuevo proyectado por el arquitecto francés Norbert Maillart en 1908 y construido entre 1910 y 1938